# Stefan Arczyński

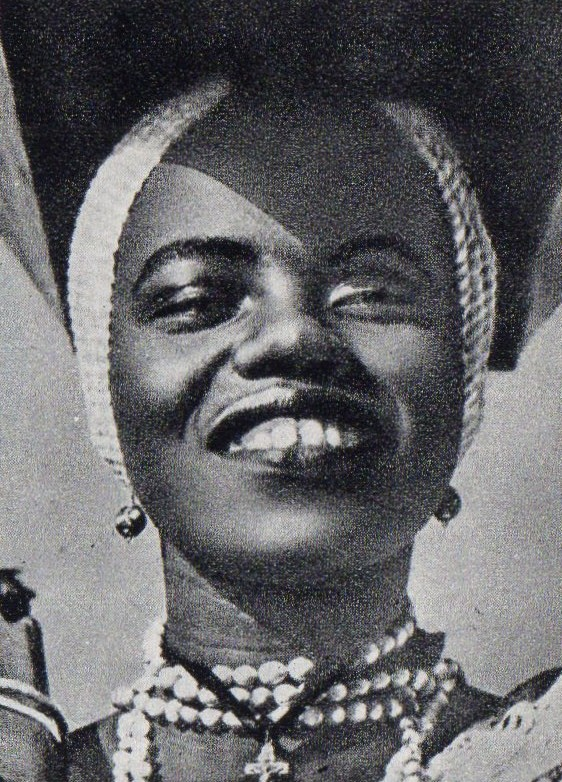
Brazylijka

Stefan Arczyński (ur. 31 lipca 1916 w Essen, zm. 28 sierpnia 2022 we Wrocławiu) – polski fotograf.

## Życiorys
Urodzony w Niemczech w rodzinie emigrantów z Wielkopolski, syn Wiktora, urzędnika państwowego, działacza Związku Polaków w Niemczech i Heleny z d. Adamskiej (zm. 1918 r.). 
Fotografią zainteresował się już w młodości, w szczególności fotografią sportową. Od 1934 r. uczył się zawodu, a później podjął pracę w usługowym zakładzie fotograficznym w Essen. Wykonywał zdjęcia podczas Letnich Igrzysk Olimpijskich w Berlinie w 1936 r.. W 1937 r. pracował w Mönchengladbach – w firmie, dla której wykonywał fotografie sportowe i teatralne.
Po wybuchu II wojny światowej został wcielony do Luftwaffe i skierowany do Francji; tam zajmował się opracowywaniem fotografii lotniczych. Później przeniesiony do piechoty trafił na front wschodni na Ukrainie. Także i tam nie rozstawał się z aparatem fotograficznym i robił zdjęcia podczas wojny z ZSRR. Ranny pod Stalingradem, trafił do sowieckiego lazaretu i do niewoli na Łotwie. W zwolnieniu go stamtąd dopomogła działalność ojca w Związku Polaków w Niemczech.
W 1946 r., po przebyciu polskiego obozu przejściowego, uzyskał obywatelstwo polskie i najpierw trafił do dolnośląskiej Lubawki, a następnie osiedlił się w Kamiennej Górze, gdzie od 1948 r. prowadził zakład fotograficzny. W 1950 r. przeprowadził się do Wrocławia, gdzie przy ul. Łokietka otworzył fotograficzny zakład usługowy. W 1952 r. poznał Lidię Cichocką, artystkę baletu Opery Wrocławskiej, i dwa lata później wziął z nią ślub.
Uczył fotografii we Wrocławskim Towarzystwie Fotograficznym, w 1951 r. został członkiem ZPAF. Jego fotografie dokumentujące odbudowę Wrocławia i Dolnego Śląska publikowane były m.in. przez wydawnictwo Ossolineum.
Wykonywał zdjęcia na okładki czasopism i do widokówek; fotografował także sztukę – balet i teatr. Przez wiele lat współpracował z reżyserem Henrykiem Tomaszewskim, liczne są też portrety, szczególnie żony Lidii. Dużo podróżował po świecie, obok zdjęć z różnych regionów Polski ma w swym dorobku także fotografie z licznych krajów Europy oraz m.in. z Chin, Indii, Afryki i USA.
Pochowany na Cmentarzu św. Wawrzyńca we Wrocławiu.
Wystawy indywidualne (wybór): 
- Festiwal warszawski – Warszawa; Wrocław; Katowice; Szwecja – Wrocław (1956)
- Moskwa-Leningrad – Wrocław; Chińskie Dachy – Wrocław (1959)
- Italia – Wrocław; Chicago, USA (1958–1960)
- Polska – Chicago, USA; Wystawa retrospektywna – Los Angeles, USA (1960)
- Martwe drzewa – Wrocław (1961)
- Drzewa – Wrocław; Ludzie – Wrocław (1962)
- Tak widziałem Amerykę – Wrocław (1963)
- Drzewa i ludzie – Galeria Kordegarda, Warszawa (1964)
- Drzewa – Wrocław (1971)
- Fotografia – Freital, NRD (1972)
- Dolny Śląsk – Drezno, NRD (1973)
- Dzieci na fotografiach Stefana Arczyńskiego – Muzeum Miejskie Wrocławia (2004)
- Stefan Arczyński, fotografie z lat 1940–1996 – Sokołowsko (2004)
- Wrocław dziękuje Stulatkom – Wrocław (2008)
- Ulice świata – Muzeum Miejskie Wrocławia (2010)
- Europa na fotografiach Stefana Arczyńskiego – Muzeum Miejskie Wrocławia (2011)
- Migawki sprzed półwiecza – Galeria „Wydawnictwo”, Wrocław 2012
- 100 na 100 – Muzeum Miejskie, Wrocław (2016)
- Arczyński#100. Fotografie wrocławskie – Muzeum Pana Tadeusza Zakładu Narodowego im. Ossolińskich, Wrocław (2016)

## Odznaczenia
- Złoty Krzyż Zasługi (1977)[13],
- Złoty Medal „Zasłużony Kulturze Gloria Artis” (14 lipca 2011)[14],
- Srebrny Medal „Zasłużony Kulturze Gloria Artis” (27 czerwca 2006)[14]
- Odznaka „Zasłużony Działacz Kultury”,
- Złota Odznaka „Zasłużony dla Województwa Dolnośląskiego” (2016)[15],
- Odznaka Honorowa Wrocławia (2021)[16].

## Nagrody
- Nagroda Artystyczna Miasta Wrocławia (1959),
- Nagroda Kulturalna Śląska – przyznana przez rząd Dolnej Saksonii (1992),
- Nagroda Wrocławia (2000).